# Eucla-Nationalpark
Der Eucla-Nationalpark befindet sich in Western Australia, Australien. Der Park liegt 714 Kilometer östlich von Norseman und 493 Kilometer westlich von Ceduna am Eyre Highway, der an der Nordgrenze des Nationalparks entlangführt. Der Park ist etwa zwei Kilometer südöstlich vom kleinen Ort Eucla entfernt, zwischen dem Highway und der Küste gelegen. Er selbst ist nur mit Allradfahrzeugen befahrbar. Am Rande der Nullarbor-Wüste gelegen, grenzt der Park unmittelbar an den zu South Australia gehörenden Nullarbor-Nationalpark.
Der 33 Quadratkilometer große Eucla-Nationalpark ist neben den Sanddünen durch Mallee- und Mulgabuschland gekennzeichnet. Er schützt ein von Sanddünen geprägtes Gebiet. Im Frühjahr blühen Frühlingsblumen. Deshalb wird er vor allem in dieser Zeit von Touristen aufgesucht. Vom Wilson Bluff und von den Delisser-Sanddünen ist ein Blick auf die Klippen aus Kalkstein an der Küste der Great Australian Bight möglich. 
Im Eucla-Nationalpark befindet sich eine von wandernden Sanddünen zugewehte Telegrafen- und Wetterstation aus der Zeit der europäischen Kolonisation Australiens, die aufgegeben werden musste. Diese im Süden des Parks liegenden Gebäuden können auf einem Weg erreicht werden. Im Park befinden sich keine touristischen Einrichtungen. 